# 波爾圖 (皮奧伊州)
波爾圖（葡萄牙語：Porto，葡萄牙語發音：[ˈpoɾtu]）是巴西的城鎮，位於該國東北部，由皮奧伊州負責管轄，始建於1920年6月25日，面積252.71平方公里，海拔高度38米，2010年人口11,897，人口密度每平方公里47.08人。